# Wayne State University
Wayne State University är ett universitet beläget i Detroit, Michigan, USA. Universitetet grundades 1868 som Detroit Medical College. Universitetet har drygt 27 000 studenter.